# Alessandro Achillini
Alessandro Achillini di Bologna, Alexander Achillinus (ur. 20 października 1463 w Bolonii, zm. 2 sierpnia 1512 tamże) – włoski filozof renesansowy, uważany za radykalnego awerroistę – co jednak może podlegać pewnym reinterpretacjom; należał do kręgu awerroistów bolońskich, jeden z najwybitniejszych anatomów swoich czasów.

## Życie

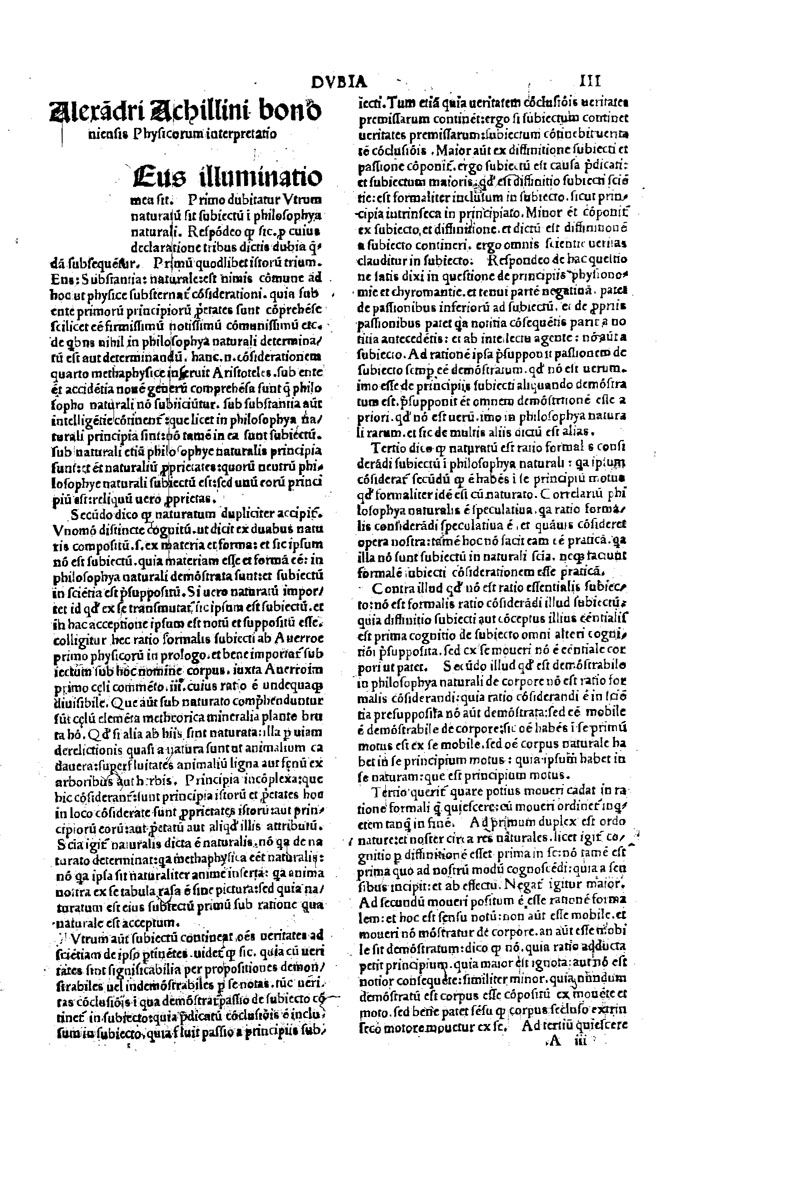
Expositio primi physicorum, 1512

Uczeń i komentator Mondina – wraz z którym należał do sławnej bolońskiej szkoły medycznej, znany jako profesor tak medycyny, jak i filozofii w Bolonii (1484-1512, z dwuletnią przerwą na nauczanie w Padwie), nazywany nawet „drugim Arystotelesem”. W Padwie zyskał rozgłos wybitnego nauczyciela zyskując wielu uczniów – co spowodowało, że jego zagorzałym osobistym wrogiem stał się inny wielki arystotelik, Pietro Pomponazzi, używający wszelkich sposobów intrygi by go oczernić – łącznie z tak trywialnymi, jak wyśmiewanie zawsze niemądrej miny, postury i niemodnego stroju Achilliniego. Jego dzieła filozoficzne zostały wydrukowane w jednym tomie in folio w Wenecji w 1508, i przedrukowane z istotnymi dodatkami w 1545, 1581 i 1568. Kiedy (z powodu wojny) zamknięto uniwersytet padewski, powrócił do Bolonii, gdzie też zmarł. Jego grób znajdujący się w kościele San Martino zdobi tablica z epitafium autorstwa poety Giana Vitalego.
Jego brat Giovanni Filoteo Achillini (1466-1533) jest autorem  Il Viridario i innych pism wierszem i prozą, jego wnuk Claudio Achillini był prawnikiem, który osiągnął pewną sławę jako literat.

## Filozof
Zwolennik arystotelizmu w postaci awerroistycznej (był, uznawanym za wiernego, tłumaczem pism Awerroesa) – należał do szkoły awerroistów bolońskich. Bronił także filozofii Ockhama tworząc zaczątki renesansowego empiryzmu (co ściśle wiązało się z jego badaniami w dziedzinie medycyny). Jako awerroista pisał także komentarze do Arystotelesa.

## Anatom
Nawiązywał do dorobku bolońskiej szkoły medycznej, który szeroko rozwinął. Wyróżnił się przede wszystkim jako znawca anatomii, wśród jego pism mieści się Corpores humani Anatomia (Wenecja 1516-1524) i Anatomicae Annotationes (Bolonia 1520), daje w nich pierwszy opis kości ucha – młoteczka i kowadełka. Odkrywa też na nowo sklepienie układu brzeżnego (fornix) i tzw. lejek (infundibulum). Powszechnie uważa się go za największego badacza mózgu w XV stuleciu. Miał też wiele innych odkryć anatomicznych, także nie dotyczących mózgu: w 1500 odkrył  Ductus submandibularis, ponownie opisany przez Thomasa Whartona w 1656. Odkrył też (1503), że jest tylko siedem kości stępu – czym podważył autorytet Galena, twierdzącego, że jest ich dziewięć – przyczyniając się do rozwoju empirycznych idei renesansu. Uważa się go za jedną z największych postaci dziejów badań nad anatomią człowieka.

## Literatura o Achillinim
- Józef A. Dobrowolski: Alessandro Achillini – boloński awerroista, w: Przybliżanie przeszłości. Księga pamiątkowa ofiarowana Profesorowi Czesławowi Głombikowi z okazji czterdziestolecia pracy nauczycielskiej